# شین بو را
شین بو را (کره‌ای: 신보라؛ زادهٔ ۱۷ مارس ۱۹۸۷) کمدین، خواننده و بازیگر اهل کره جنوبی است. او حرفهٔ سرگرمی خود را با حضور در برنامه گاگ کنسرت در سال ۲۰۱۰ به عنوان کمدین آغاز کرد. او همچنین یکی از اعضای گروه موسیقی بریو گایز بوده است و به عنوان خواننده انفرادی چندین تک‌آهنگ منتشر کرده است. در سال ۲۰۱۴، او نقش مکمل در مجموعه تلویزیونی عاشقان موسیقی ایفا کرد.

## زندگی شخصی
در ژوئن ۲۰۱۹، شین با دوست‌پسر غیر سلبریتی همسن خودش ازدواج کرد. در ژوئیه ۲۰۲۱، شین اعلام کرد که باردار است و فرزندش در پاییز به دنیا می‌آید.